# هاني ماناهي
هاني ماناهي (بالإنجليزية: Haane Manahi)‏ (و. 1913 – 1986 م) هو عسكري نيوزلندي، ولد في Ohinemutu ‏، ويحمل رتبة عسكرية Lance sergeant ‏، توفي في تاورانجا، عن عمر يناهز 73 عاماً.